# Museo Nacional de Medicina Dr. Enrique Laval
El Museo Nacional de Medicina Dr. Enrique Laval es un museo ubicado en la comuna de Independencia, Santiago de Chile. Fue fundado el 19 de enero de 1955 con el nombre de Museo Nacional de Medicina. El 7 de julio de 1988 pasó a ser parte de la Facultad de Medicina de la Universidad de Chile de la Universidad de Chile, y adquiere el nombre  en honor de uno de los grandes investigadores del área de la salud de dicho país.

## Historia
El museo fue creado el 19 de febrero de 1955 por el Sub Departamento de Asistencia Social Privada de la Dirección General mediante el Oficio N°3756, por mandato de la Dirección General del Servicio Nacional de Salud. El 4 de abril del mismo año, la Sociedad Chilena de Historia de la Medicina elige como presidente y director del museo al doctor Enrique Laval y a una comisión que le acompañará.
Bajo el Decreto N° 002078 del 7 de julio de 1988, tanto el museo como la biblioteca patrimonial pasan a ser parte de la Facultad de Medicina de la Universidad de Chile y su nombre cambia a Museo Nacional de la Medicina. Su contenido abarcará las colecciones históricas de la Escuela de Medicina, los fondos documentales del antiguo hospital San Vicente de Paul y la Unidad de Investigaciones Históricas de la Facultad de Medicina de la Universidad de Chile. Finalmente, adquiere el nombre de quien contribuyó su acervo con obras propias, obras de amistades y obtenidas por recursos propios: Enrique Laval.

## Estructura
El Museo Nacional de Medicina comparte edificio con la Biblioteca Central Dr. Amador Neghme de la Facultad de Medicina, emplazándose en el cuarto y quinto piso de esta. Si bien el Museo de Medicina depende de la Biblioteca Central su funcionamiento es autónomo y se organiza de la siguiente manera:

### Biblioteca Patrimonial
La Biblioteca Patrimonial, cuenta con una colección patrimonial, la cual cubre temas de la historia de la Medicina en Chile,  objetos, manuscritos de los primeros profesionales de la salud, planos de los primeros hospitales y libros, tesis y revistas que dan cuenta del estado sanitario del país en sus inicios.
Cuenta con una estantería cerrada para la colección de libros y revistas históricas desde el año 1900 en adelante. Aunque estos documentos se encuentran en buen estado de conservación, se les confeccionan cajas de preservación de baja acidez para que perduren por más tiempo. Los libros de mayor antigüedad (anterior al año 1900) se mantienen en la Sala de Libros Valiosos, con medidas de preservación y manipulación más estrictas y restrictivas.

### Colecciones

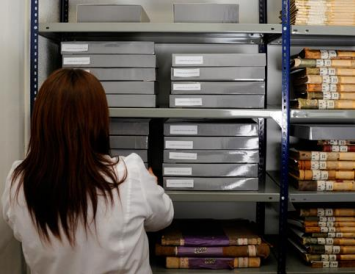
Archivo Documental

El acervo del Museo de Medicina es amplio y variado, razón por la cual opera como museo, biblioteca y archivo. Esto se evidencia por la cantidad de ítems descritos a continuación:
1. Objetos: 2.500 piezas
2. Planos: 200
3. Archivo Documental: 7 fondos
4. Archivo Fotográfico: 6.000 ejemplares
5. Revistas: 261 títulos
6. Tesis: 51 volúmenes
7. Libros: 4.000 volúmenes
8. Diplomas: 180 unidades

### Conservación y Restauración
Una parte importante del Museo es el Archivo Documental, el cual cuenta con distintos fondos documentales de la historia de la Medicina en Chile desde el siglo XVI al XX. La conservación y restauración documental de los fondos fue posible gracias al financiamiento del Programa ADAI (Apoyo al Desarrollo de Archivos Iberoamericanos) al cual han postulado y ganado tres años consecutivos 2009, 2010 y 2011, permitiendo que el proyecto se desarrollara en 3 fases:
1. Primera Etapa: Tuvo una duración de 8 meses, en los cuales se trabajó con 2.682 unidades documentales (el 100% del fondo archivístico histórico). Se procedió a describir la totalidad de la documentación existente a la fecha, pues hasta entonces solo se contaba con un catálogo en papel del material anterior a 1900. También se estructuraron las series y sub-series de manera cronológica para su posterior marcaje de identificación individual.[5]
2. Segunda Etapa: Tuvo una duración igual a la primera fase, es decir, 8 meses. La iniciativa buscaba atender las necesidades de conservación preventiva de los fondos con más daño, concluyendo con la intervención del 50% de los fondos a tratar.[6]
3. Tercera Etapa: Esta fase del proyecto se ejecuta en un periodo de 6 meses. Según lo dispuesto por el Programa ADAI, se llevó a cabo la conservación preventiva del 13% respecto del total de los documentos de los fondos generales, y fue descrita un 20% de la colección archivística.[7]

## Servicios

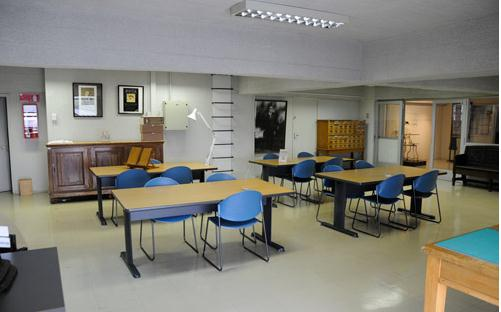
Sala de Lectura Biblioteca Patrimonial

### Préstamo en Sala
Servicio que posibilita el acercamiento de las colecciones del museo a los usuarios mediante su consulta en las sala. Pueden acceder a este servicio todos los estudiantes de pre y postgrado de la Universidad de Chile, sus académicos, funcionarios y visitas externas. Algunos materiales tienen restricción de acceso debido a su fragilidad.

### Sala de Lectura Biblioteca Patrimonial

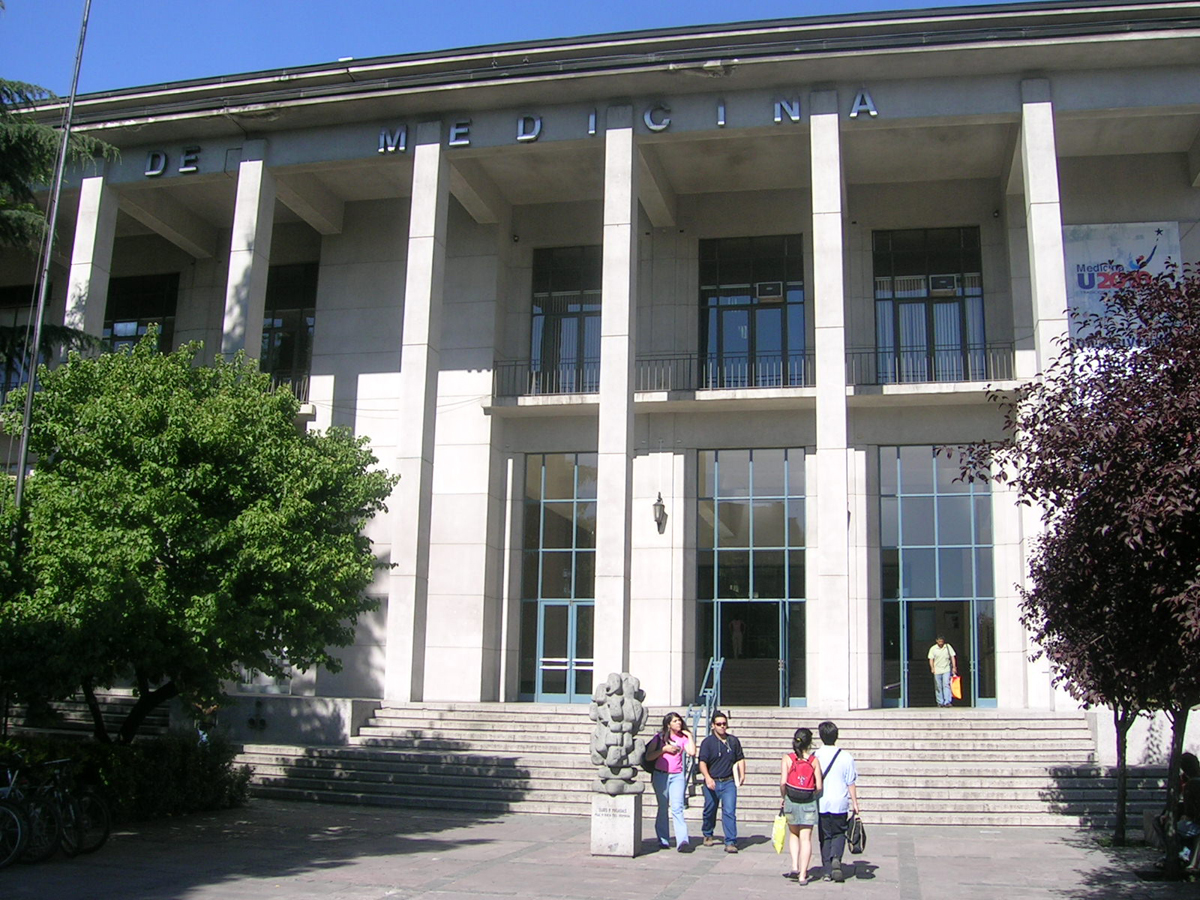
Entrada Principal de la Facultad de Medicina de la Universidad de Chile.

Es un espacio destinado a la revisión del material bibliográfico y documental que guarda el museo, ya que el préstamo es solo de consulta en sala.

### Sala de exhibiciones
Espacio de 270 mts2 destinado a la exhibición de las distintas colecciones que tiene el museo. La entrada es liberada en horario de 12:00 a 17:00 horas de lunes a viernes.

### Visitas guiadas
El museo cuenta con visitas guiadas en la sala de exhibiciones, las cuales son realizadas por el personal de dicho lugar. Éstas se llevan a cabo con un mínimo de 10 personas y un máximo de 25 (alumnos de enseñanza media, universitarios y grupo de investigadores), previa coordinación.

### Repositorio Digital Sinapsis
Con el fin de dar acceso a aquellas colecciones que por su data o estado de conservación no es posible manipular de forma frecuente, desarrollaron el Repositorio digital Sinapsis que permite visualizarlas digitalizadas. Este repositorio es una base de datos soportada en DSpace que contiene parte de las colecciones digitalizadas del archivo fotográfico, archivo documental, colección de tesis históricas y algunos libros.

## Usuarios
Los usuarios de la Biblioteca Patrimonial del Museo generalmente son alumnos, docentes y profesionales de la salud de la Facultad de Medicina de la Universidad de Chile, y de otras universidades con carreras del área de la salud que buscan material para investigación académica. También la visitan investigadores, historiadores y docentes de distintas áreas del conocimiento. Los usuario de la Sala de Exhibiciones, en cambio, generalmente son alumnos de enseñanza media y de primeros años de las carreras de salud de las distintas facultades de medicina del país.